# Леопольд Фрідріх (важкоатлет)
Леопольд Фрідріх (нім. Leopold Friedrich, 1 січня 1898 — 1962) — австрійський важкоатлет.
Бронзовий призер Олімпійських Ігор 1924 року в категорії до 82,5 кг.